# Atxa

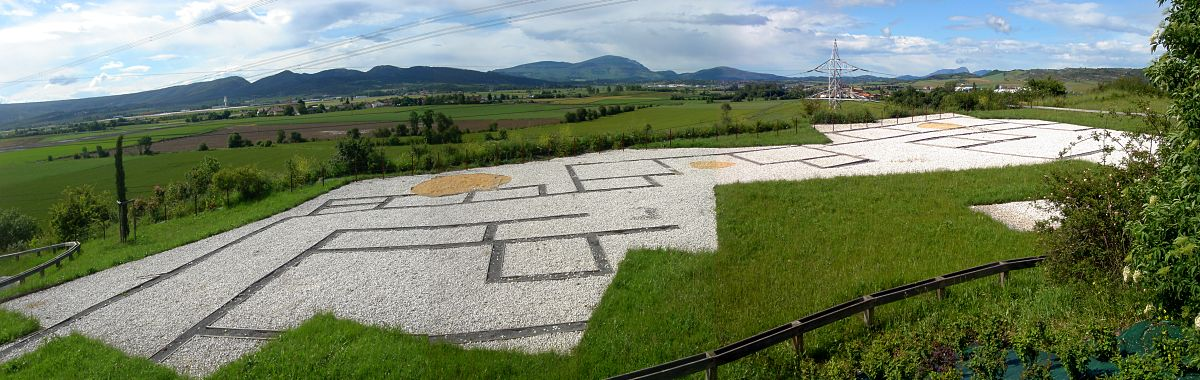
Imagen del parque del yacimiento arqueológico de Atxa. Los círculos rojos indican yacimientos prerromanos y las líneas oscuras los límites del asentamiento romano.

Atxa es un yacimiento arqueológico sito en la colina de Atxa (también San Miguel de Atxa, por la advocación de una ermita ya desaparecida), municipio de Vitoria (Álava, País Vasco), en la confluencia de las calles Avenida del Zadorra y Duque de Wellington de dicha ciudad. En la actualidad forma parte del Parque periurbano del Zadorra (Anillo Verde), acondicionado por el Centro de Estudios Ambientales del consistorio municipal vitoriano.

## Tipo de yacimiento
Poblado prerromano y posterior emplazamiento de un campamento romano.

## Breve historia de las investigaciones
Referenciado por antiguos investigadores como Ladislao Velasco (quien realizó en 1876 un informe sobre unas sepulturas halladas en el entorno de la ermita de San Miguel para la Real Academia de la Historia) y posteriormente, José Miguel de Barandiarán o Domingo Fernández Medrano.
El área conservada del yacimiento fue excavada en extensión en 1982, por Ramón Loza Lengaran y Eliseo Gil Zubillaga y desde 1983 a 1988 por este último en solitario.

## Secuencia histórica identificada e interpretación
Se trata de un emplazamiento estratégico, con amplio control visual de su entorno, sobre el que primeramente se emplazó un poblado de la Segunda Edad del Hierro (datado entre los siglos IV y III a. C.). Con posterioridad se levantó allí, a partir de época Flavia, un pequeño campamento militar de carácter temporal, correspondiente tal vez a un fuerte auxiliar.

## El campamento de Atxa
Presenta dos fases constructivas. En la primera de ellas fue edificado un pequeño barracón para el alojamiento de tropa. Su planta estaba compuesta por cuatro módulos adosados, dotado cada uno de ellos de un pasillo de acceso, que servía además para el almacenaje de la impedimenta. La segunda fase constituye el asentamiento definitivo de la unidad militar en aquel lugar, si bien con una corta duración temporal. Se conoce bien la parte noroccidental del campamento. El cierre norte, que daba al río Zadorra, lo constituían los propios edificios. Por el oeste se protegía mediante una simple tapia con contrafuertes. 
En la zona excavada se individualizaron cinco edificios, separados por calles. En el borde del río se escalonan tres construcciones, identificadas como almacenes y, al sur de ellos, una barraca para el alojamiento de tropa, así como el principia o cuartel general. Se identificaron también un hogar colectivo exterior, adosado a los almacenes, así como un basurero, que proporcionó un notable lote de evidencias amortizadas, fuente de información para establecer los ajuares y dieta de aquel establecimiento.

### La cultura material del campamento
Se puede diferenciar entre ajuar de carácter doméstico y el de carácter profesional; entre este último se hallaron testimonios tanto de prácticas y actividades médico-quirúrgicas como militares. Para el primer grupo se identificó una amplia serie de tipos cerámicos, como las variedades de mesa, cocina, almacenaje, transporte y transformación alimentaria. Entre las cerámicas finas de mesa destaca la terra sigillata hispánica, en la que se registra el estilo de imitación (sobre cuencos forma 29, vasos 30 y, en menor medida, sobre cuencos 37), si bien el mayoritario es el de círculos (sobre cuencos 37 y, más puntualmente, sobre cuencos 29). La TSH se complementa con vasos de paredes finas, así como con recipientes de vidrio. 
El instrumental de cirugía está compuesto por tijeras de flexión, pinzas, tenacillas, sondas, escalpelos, etc., elaborados en bronce y hierro. Por su parte el lote de militaria comprende piezas de bronce como fíbulas, escama de lórica, apliques para las tiras del mandil legionario, o una arandela de hierro del capitulum de una balista.